# Eldim
 (mars 2025).
Eldim est une entreprise française spécialisée en optique de précision et dans les systèmes de reconnaissance faciale, basée à Hérouville-Saint-Clair, en Normandie. Elle est fondée en 1991 par Thierry Leroux, un ancien chercheur du Commissariat à l'énergie atomique (CEA). Elle est l'une des entreprises sous-traitantes d'Apple en Europe.
En 2024, elle compte 87 employés, contre 52 en 2004.

## Histoire
En 1991, Thierry Leroux fonde Eldim, une société spécialisée dans les matériels d'instrumentation optique pour la colorimétrie et la photométrie des écrans plats.
En mai 2004, Eldim annonce mettre un pied dans la haute technologie médicale par le développement de deux nouveaux produits de contrôle qualité dans le traitement des cancers.
En octobre 2017, le PDG d'Apple Tim Cook visite les locaux de l'entreprise à Hérouville-Saint-Clair à l'occasion de la sortie du nouvel iPhone X, embarquant le nouveau système de reconnaissance faciale d'Apple « Face ID », sur laquelle les équipes d'Eldim ont travaillé,.
En septembre 2020, elle développe avec la start-up normande Loop Dee Science et le laboratoire de virologie du CHU de Caen un kit d'analyse rapide PCR sans passer par un laboratoire.